# オーストラリアン・テリア
オーストラリアン・テリア（英：Australian Terrier）とは、オーストラリア原産のテリア犬種である。犬種名はオーストレリアン・テリアと表記される事もある。

## 歴史
1860年代にオーストラリアへ渡ってきた、初期の移民によって作られた。ヨークシャー・テリア、ノーリッチ・テリア、ケアーン・テリア、スコティッシュ・テリア、ダンディ・ディンモント・テリア、スカイ・テリア、アイリッシュ・テリアを複雑で綿密に計画されたプログラムに則って交配させて作り出されたテリアで、1870年代に完成した。尚、この頃はまだワーキング・テリアの一種として認知されていた。
オーストラリアン・テリアは地中に潜って獲物を捕らえるだけでなく、畑を荒らす野ウサギや人にとっては有害な毒蛇を捕らえるのにも使われていた。本種が最も捕獲を得意とする獲物は毒蛇で、「ジャンプ（飛び掛り）、ツイスト（攻撃回避）、アタック（攻撃）」の方法を用いて仕留める。
1899年には犬種クラブが結成され、FCIへの申請を目指してスタンダード（犬種基準）の制定が行われた。オーストラリアン・テリアの名が与えられたのもこのときである。しかし、始めのうちは純血犬種として認められず、ワーキング・テリアのバリエーションである本種に「オーストラリア」の名を冠するのを嫌がる人もいて非難されていた時期もあった。だが、民間では作業犬として非常に人気があったため絶滅は免れた。そして20世紀には本種がワーキング・テリアでなくれっきとした純血の犬種となったということを認められるようになり、FCIにも公認されることが出来た。原産地で人気の高い犬種のひとつであるが、原産地外でもペットおよびショードッグとしてだけでなく作業犬としても人気が高い。日本ではあまり著名な犬種ではないが密かな人気があり、毎年国内登録が行われている。国内登録頭数の順位は常に変動していて、近年の国内登録頭数順位は2004年度が143位中101位、2007年度は144位中93位、2009年度は136位中132位であった。

## 特徴
本種をよく見ると、交配に使われた犬種を思い起こす事が出来る容姿をしている。やや胴長短足ぎみの体形だが、ボディは筋肉質で引き締まっている。人間のウルフカットのようなヘアスタイルをしていることも本種の特徴の一つである。口ひげはなく、マズルは先が尖っている。くりっとした大きく丸い瞳を持ち、耳はもとから立ち耳である。尾は垂れ尾だが、半分の長さに断尾することもある。
ラフなコートは硬く、毛色はタン・アンド・ブルーが最も人気であるが、サンディー（砂色）やレット、タンの単色の犬もいる。体高24.5～25.5cm、体重5～6kgの小型犬で、性格は無邪気で陽気だが警戒心が強く、もとが作業犬であるため小動物を見ると狩猟本能が覚醒する。ただし、オーストラリアン・テリアから作られた同国原産の愛玩用犬種、オーストラリアン・シルキー・テリアと比べると性格面は忍耐強く、シルキー・テリアほど攻撃的ではない犬種である。

## その他
糖尿病にかかり易い犬種である。

## 参考
- 『犬のカタログ2004』（学研）中島眞理 監督・写真
- 『日本と世界の愛犬図鑑2007』（辰巳出版）佐草一優監修
- 『デズモンド・モリスの犬種事典』デズモンド・モリス著書、福山英也、大木卓訳 誠文堂新光社、2007年
- 『日本と世界の愛犬図鑑2009』（辰巳出版）藤原尚太郎編・著